# Rafael Chylinski
Rafael Chylinski (polonês: Rafał Chyliński), foi um frei franciscano polonês que nasceu no ano de 1694 em Wysoczka, distinguiu-se pela caridade com os doentes, durante a Peste, sendo conhecido como Apóstolo do Hospital de Cracóvia. O Papa João Paulo II em 1991, aprovou a sua beatificação.

## Biografia

### Nascimento e Juventude
Rafael Chylinski nasceu em uma família de baixa nobreza Wielkopolska, no dia 8 de Janeiro de 1694 em Wysoczka. Ele foi criado religiosamente por sua mãe e mostrou piedade e misericórdia para com os pobres desde a infância.Estudou na escola jesuíta em Poznań e em 1712, alistou-se no exército como partidário do rei Stanislas Leszczynski, onde se tornou oficial.
Em 1715, deixou o exército para entrar na Ordem dos Frades Menores Conventuais de Cracóvia e tomou o nome de Rafael (seu nome de batismo era Melchior). Ele professou seus votos solenes no dia 26 de abril de 1716 e foi ordenado em Junho de 1717.

### Estágios na Ordem e Morte

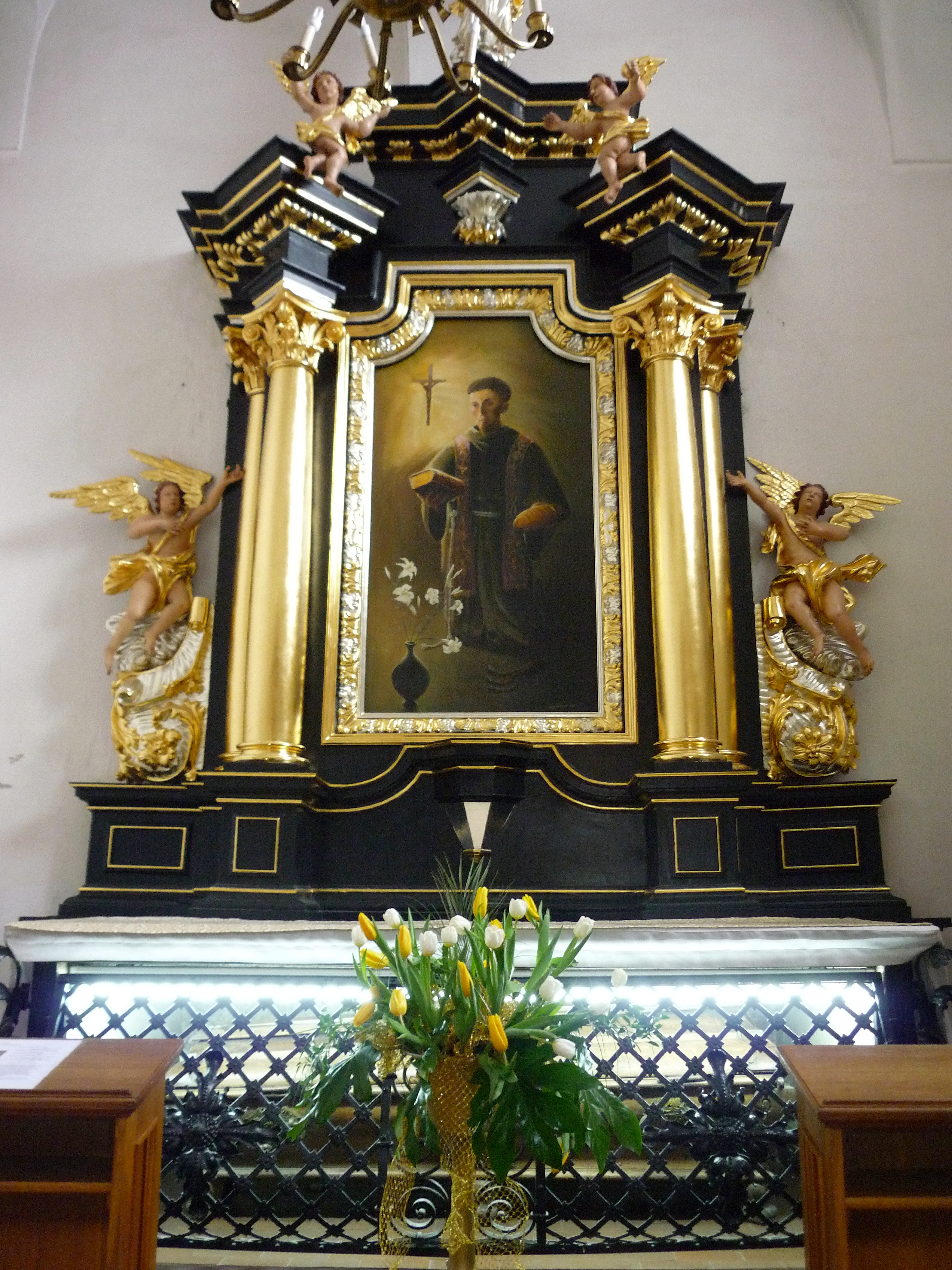
Altar dedicado a Rafael Chylinski - Igreja Santo Antônio (Polônia)

O Padre Chyliński foi confessor, pregador, protetor dos pobres e abandonados. Sua piedade e misericórdia lhe deram, durante sua vida, uma reputação de santidade.
Durante os últimos quinze anos de sua vida, ele esteve em Warka, Cracóvia e Łagiewniki, que mais tarde se tornou um distrito de Łódź. Em 1736, enquanto vivia em Łagiewniki, ele foi para Cracóvia para tratar pacientes que sofriam de uma epidemia de peste (1736-1738).
Ele morreu prematuramente em 1741 (47 anos) na comuna de Łagiewniki. Seu corpo repousa no Mosteiro Franciscano em Łódź. Devido seu testemunho de vida e de ajuda com os doentes na época da Peste, ele ficou conhecido como Apóstolo do Hospital de Cracóvia, título que é invocado na Polônia.

### Beatificação

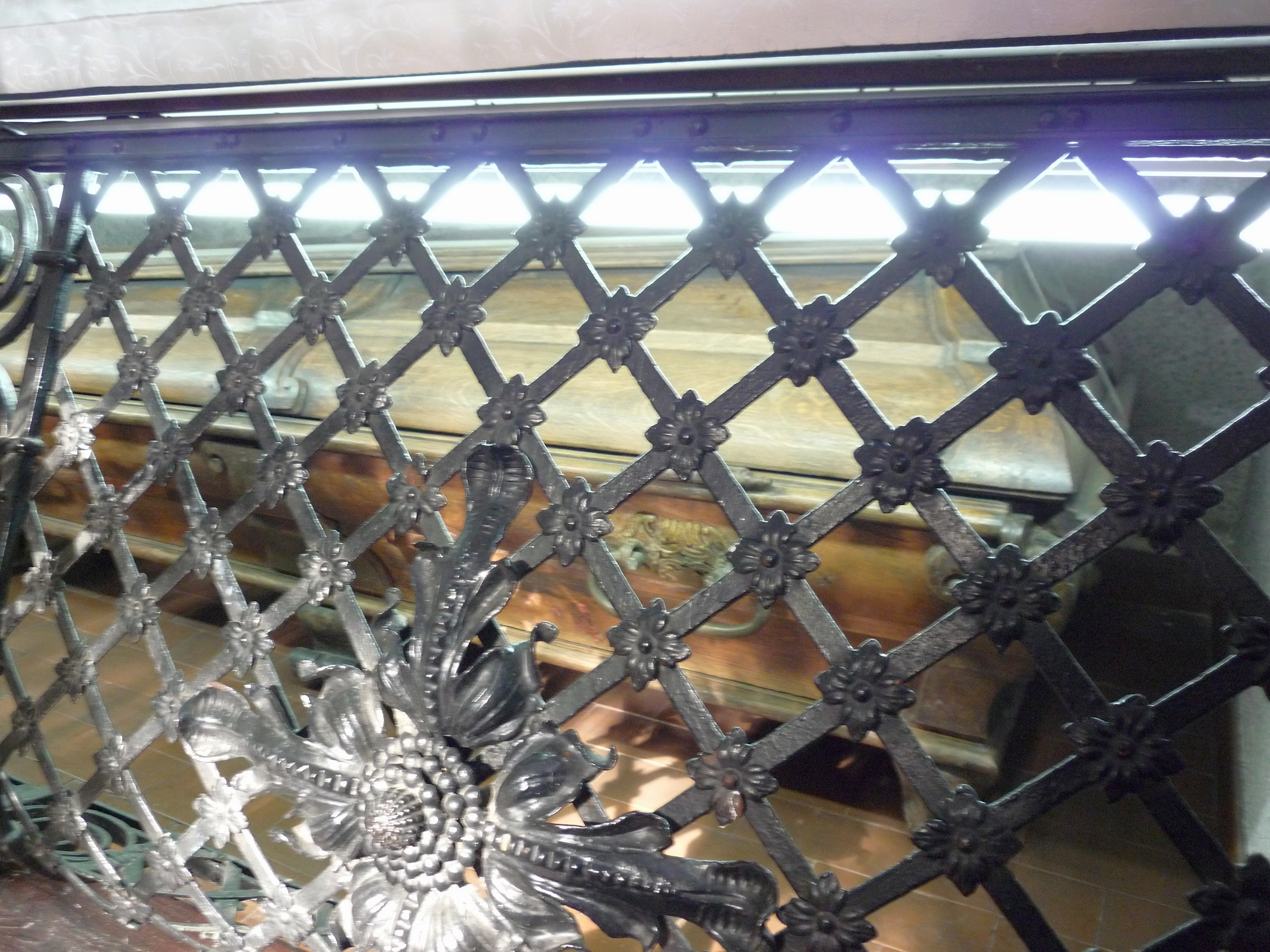
Tumba de Rafael Chylinski

O processo de beatificação começou com o Papa Clemente XIV no dia 29 de agosto de 1772 e foi intitulado Servo de Deus; a confirmação de sua vida de virtude heroica permitiu ao Papa Pio XII nomeá-lo Venerável. O milagre necessário para a beatificação foi investigado em nível diocesano e mais tarde recebeu validação.
O Papa João Paulo II aprovou isso em 22 de janeiro de 1991.[carece de fontes?] Foi proclamado beato no dia 9 de junho de 1991 pelo Papa João Paulo II na Varsóvia, durante sua visita apostólica.